# Псоу
Псоу (рус. Псоу; абх. Ҧсоу; груз. ფსოუ) је река у подручју Западног Кавказа. Целом дужином свога тока њено корито представља границу између Руске Федерације (Краснодарски крај) и Републике Абхазије.
Река Псоу извире на јужним обронцима планине Агепста у планинском систему Великог Кавказа, на надморској висини од 3.256 метара. Укупна дужина водотока је 53 km, а површина сливног подручја 421 km². Улива се у Црно море на око 8 km јужно од ушћа реке Мзимта, у најјужнијим деловима града Сочија. Заједно са Мзимтом својим наносним материјалом формирала је пространу алувијалну Имеретинску низију.